# Marie Šabacká
Marie Šabacká (* 25. srpna 1980 Praha) je česká bioložka, zaměřující se na výzkum polárních oblastí.

## Život a kariéra
Studovala biologii na Přírodovědecké fakultě Jihočeské univerzity v Českých Budějovicích, doktorské studium v oboru Ekologie a Environmentální studie absolvovala na Montana State University – Bozeman. Ve své disertaci zkoumala život v antarktických Suchých údolích McMurdo. Pak působila v rámci britské British Antarctic Survey, absolvovala stáž na University of Bristol a nakonec přešla do Centra polární ekologie Přírodovědecké fakulty Jihočeské univerzity.
Pravidelně jezdí do polárních oblastí. Jejím odborným zaměřením je ekologie a evoluce a molekulární diverzita mikroorganismů polárních oblastí, ekologie ledovců (Antarktida, Arktida, tropické ledovce), studium vlivu klimatických změn a globálního oteplování na strukturu ledovcových společenstev, biogeochemie ledových ekosystémů.
Často se vyjadřuje pro různá média na téma současné klimatické změny.